# 利特維林加內岩
71°52′S 1°44′W / 71.867°S 1.733°W
利特維林加內岩，是南極洲的冰原島峰，位於毛德皇后地的瑪塔公主海岸，處於博爾滕峰以南6公里，屬於阿爾曼嶺的一部分，挪威製圖師根據探險隊的測量和空中照片繪入地圖，現時由南極條約體系管理。